# 글리제 710
글리제 710(Gliese 710, GJ 710) 또는 HIP 89825는 뱀자리 방향에 있는 오렌지색 주계열성이다. 이 항성은 현재 항성 모형들의 매개변수들 범위(지금으로부터 1500만 년 후까지) 내에 넉넉히 들어가는 미래에 태양 근처를 지나갈 것으로 예측된다. 태양에 가장 가까이 접근하는 시기는 지금으로부터 약 128만 1천 년 후로, 가이아 2차 데이터 방출(Gaia DR2)에 따르면 글리제 710은 0.221 광년(0.0676 파섹, 14000 천문단위)까지 태양계에 접근할 것이다. 이 거리는 현재 태양에서 가장 가까운 항성 프록시마 센타우리 까지의 거리인 4.24 광년의 20분의 1에 불과하다.

## 상세
글리제 710은 현재 지구로부터 뱀자리 방향으로 63.8 광년(19.6 파섹) 거리에 있으며 가시광에서 9.69 등급 밝기로 빛나므로 맨눈으로 볼 수 없다. 분광형 K7 Vk로 보아 이 별은 중심핵에서 수소를 열핵 융합하여 에너지 대부분을 생산해내는 주계열성이다.(접미사 'k'는 성간물질 때문에 스펙트럼에 흡수선들이 나타난다는 의미이다.) 별의 질량은 태양의 약 60% 수준이며 반지름은 태양의 67% 정도이다. 겉보기 등급이 +9.65에서 +9.69 사이를 오가므로 변광성 후보이기도 하다. 2017년 기준으로 이 별을 도는 행성은 아직 발견되지 않았다.

## 최 근접 사건

천체 예술가가 오르트 구름과 카이퍼 대(확대 그림)를 해석하여 표현한 그림.

글리제 710의 고유 운동은 거리에 비해 매우 작지만 이는 이 별이 시선 방향과 거의 일치하는 궤적으로 태양계를 향해 정면으로 접근해 오고 있기 때문이다. 따라서 이 별은 미래에 태양계에 근접하여 가상의 오르트 구름에 섭동을 일으켜서, 수백만 년에 걸쳐 태양계 안쪽으로 혜성을 무더기로 보낼 가능성이 있는 천체이다. 만약 이 사건이 현실화될 경우 연간 맨눈으로 볼 수 있는 혜성은 약 10개는 될 것이며 충돌사건이 발생할 가능성도 있다. Filip Berski와 Piotr Dybczyński에 따르면 이 사건은 '태양계의 과거와 미래 역사에 걸쳐 가장 강력한 교란을 일으킬 항성간 조우'가 될 것이다.
종전의 동역학 모형들은 글리제 710의 통과로 일어날, 충돌사건의 순수한 발생 확률 증가분이 5%를 넘지 않을 것으로 보았다. 이 모형들은 앞으로 136만 년 후 최근접 사건이 발생하며 이 때 태양과 글리제 710의 거리는 1.100 ± 0.577 광년(0.337 ± 0.177 파섹)일 것이라고 추측했다. 2010년 Bobylev는 오르트 구름이 태양 주변을 구형으로 둘러싸고 있으며 단반경이 80 000 AU, 장반경이 100 000 AU일 것이라고 가정하고, 여기에 기반하여 글리제 710이 오르트 구름을 통과할 확률을 86%로 보았다. 글리제 710의 최근접 거리를 정확하게 계산하는 것은 이 별의 현재 거리와 속도에 민감하게 의존하기 때문에 어려운 작업이지만 Bobylev는 그 값을 1.014 ± 0.545 광년(0.311 ± 0.167 파섹)으로 잡았다. Bobylev는 1만 분의 1의 확률이기는 하지만 글리제 710이 카이퍼 대 천체들에 뚜렷한 영향을 줄 수 있는 거리인 1000 AU 안쪽을 통과할 가능성도 있다고 보았다.
이후 가이아 데이터 2차 방출(Gaia DR2)의 자료로부터 새로 계산한 글리제 710의 최근접 시기는 지금으로부터 128만 1천 년 후이며 이 때 태양과의 거리는 0.221 광년(0.0676 ± 0.0157 파섹, 13,900 ± 3,200 천문단위)이다. 이는 종전의 연구들이 예측했던 최근접 거리의 5분의 1 남짓에 불과한 거리이다.
태양계에 가장 가까이 접근한 시점에 지구에서 본 글리제 710은 대략 겉보기등급 −2.7의 밝기로 보일 것이며 이는 충 위치에 있는 화성보다 밝은 값이다. 또한 최 접근시 이 별은 연간 1 분각의 속도로 고유운동을 할 것이며 이 정도 속도는 한 인간이 일생에 걸쳐 그 움직임을 인지할 수 있을 정도이다.
| 출처   | 발표일     | 최근접 거리 (pc)                      | 최근접 시기 (백만 년 후) |
| ------ | ---------- | ------------------------------------- | ------------------------ |
| [ 8 ]  | 1999년 2월 | 0.34 ± 0.18 pc (1.11 ± 0.59 ly)       | 1.36 ± 0.04              |
| [ 15 ] | 2010년 3월 | 0.311 ± 0.167 pc (1.01 ± 0.54 ly)     | 1.45 ± 0.06              |
| [ 17 ] | 2018년 5월 | 0.052 ± 0.01 pc (0.170 ± 0.033 ly)    | 1.28 ± 0.05              |
| [ 11 ] | 2018년 5월 | 0.0676 ± 0.0157 pc (0.220 ± 0.051 ly) | 1.281                    |

## 같이 보기
- 가까운 항성 목록

### 내용 주
1. ↑  겉보기등급과 시차를 다음 식에 대입하여 구한 값임. {\displaystyle \scriptstyle M_{V}=m_{V}+5+5\log _{10}\left({\frac {\mathrm {parallax\ in\ milliarcseconds} }{1000}}\right)}
2. ↑  글리제 710의 외관상 복사등급 {\displaystyle \scriptstyle M_{V_{\ast }}=8.20}과 태양의 복사절대등급 {\displaystyle \scriptstyle M_{V_{\odot }}=4.83}을 대입하면 외관상 광도는 다음 식을 통해 구할 수 있다. {\displaystyle \scriptstyle {\frac {L_{V_{\ast }}}{L_{V_{\odot }}}}=10^{0.4\left(M_{V_{\odot }}-M_{V_{\ast }}\right)}}

### 참조 주
1. 1 2 3 4 5 6 7  “GJ 710”. 《SIMBAD》. Centre de données astronomiques de Strasbourg. 2019년 7월 6일에 확인함.
2. 1 2  Gaia Collaboration; Brown, A. G. A.; Vallenari, A.; Prusti, T.; De Bruijne, J. H. J.; Mignard, F.; Drimmel, R.; Babusiaux, C.; Bailer-Jones, C. A. L.; Bastian, U.; Biermann, M.; Evans, D. W.; Eyer, L.; Jansen, F.; Jordi, C.; Katz, D.; Klioner, S. A.; Lammers, U.; Lindegren, L.; Luri, X.; O'Mullane, W.; Panem, C.; Pourbaix, D.; Randich, S.; Sartoretti, P.; Siddiqui, H. I.; Soubiran, C.; Valette, V.; Van Leeuwen, F.;  외. (2016). “Gaia Data Release 1. Summary of the astrometric, photometric, and survey properties”. 《Astronomy & Astrophysics》 595: A2. arXiv:1609.04172. Bibcode:2016A&A...595A...2G. doi:10.1051/0004-6361/201629512.
3. 1 2  Kukarkin, B. V.;  외. (1971). 〈The third edition containing information on 20437 variable stars discovered and designated till 1968〉. 《General Catalogue of Variable Stars》. 《General Catalogue of Variable Stars》 3판. Bibcode:1971GCVS3.C......0K.
4. ↑  Koen, C.; Kilkenny, D.; Van Wyk, F.; Marang, F. (2010). “UBV(RI)C JHK observations of Hipparcos-selected nearby stars”. 《Monthly Notices of the Royal Astronomical Society》 403 (4): 1949. Bibcode:2010MNRAS.403.1949K. doi:10.1111/j.1365-2966.2009.16182.x.
5. 1 2  van Leeuwen, F. (November 2007). “Validation of the new Hipparcos reduction”. 《Astronomy and Astrophysics》 474 (2): 653–664. arXiv:0708.1752. Bibcode:2007A&A...474..653V. doi:10.1051/0004-6361:20078357.
6. 1 2  Brown, A. G. A. 외 (2018년 8월). “Gaia Data Release 2. Summary of the contents and survey properties”. 《Astronomy & Astrophysics》 616 (A1): 22. 2020년 2월 11일에 확인함.
7. 1 2  Gray, R. O.;  외. (July 2006). “Contributions to the Nearby Stars (NStars) Project: Spectroscopy of Stars Earlier than M0 within 40 parsecs: The Northern Sample I”. 《The Astronomical Journal》 132 (1): 161–170. arXiv:astro-ph/0603770. Bibcode:2006AJ....132..161G. doi:10.1086/504637.
8. 1 2 3 4 5  García-Sánchez, J.;  외. (1999). “Stellar encounters with the Oort cloud based on Hipparcos data”. 《The Astronomical Journal》 117 (2): 1042–1055. Bibcode:1999AJ....117.1042G. doi:10.1086/300723.
9. 1 2  Johnson, H. M.; Wright, C. D. (November 1983). “Predicted infrared brightness of stars within 25 parsecs of the sun”. 《The Astrophysical Journal Supplement Series》 53: 643–711. Bibcode:1983ApJS...53..643J. doi:10.1086/190905.
10. ↑  López-Santiago, J.;  외. (May 2010). “A high-resolution spectroscopic survey of late-type stars: chromospheric activity, rotation, kinematics, and age”. 《Astronomy and Astrophysics》 514: A97. arXiv:1002.1663. Bibcode:2010A&A...514A..97L. doi:10.1051/0004-6361/200913437.
11. 1 2 3  Bailer-Jones, C.A.L.; Rybizki, J; Andrae, R.; Fouesnea, M. (2018). “New stellar encounters discovered in the second Gaia data release”. 《Astronomy & Astrophysics》 616: A37. arXiv:1805.07581. Bibcode:2018A&A...616A..37B. doi:10.1051/0004-6361/201833456.
12. 1 2  Dorminey, Bruce. “Solar System's Next Close Encounter Will Be With Gliese 710, Say Astronomers”. 《Forbes》. 2016년 12월 24일에 확인함.
13. ↑  Dvorsky, George. “Incoming Star Could Spawn Swarms of Comets When It Passes Our Sun”. 《Gizmodo》 (미국 영어). 2016년 12월 24일에 확인함.
14. ↑  García-Sánchez, J.; Weissman, P. R.; Preston, R. A.; Jones, D. L.; Lestrade, J.-F.; Latham, D. W.; Stefanik, R. P.; Paredes, J. M. (2001). “Stellar encounters with the solar system”. 《Astronomy and Astrophysics》 379 (2): 634–659. Bibcode:2001A&A...379..634G. doi:10.1051/0004-6361:20011330.
15. 1 2  Bobylev, Vadim V. (March 2010). “Searching for Stars Closely Encountering with the Solar System”. 《Astronomy Letters》 36 (3): 220–226. arXiv:1003.2160. Bibcode:2010AstL...36..220B. doi:10.1134/S1063773710030060.
16. ↑  Berski, Filip; Dybczyński, Piotr A. (2016년 11월 1일). “Gliese 710 will pass the Sun even closer”. 《Astronomy & Astrophysics》 (영어) 595: L10. Bibcode:2016A&A...595L..10B. doi:10.1051/0004-6361/201629835. ISSN 0004-6361.
17. ↑  de la Fuente Marcos, Carlos; de la Fuente Marcos, Raúl (2018년 5월 10일). “An Independent Confirmation of the Future Flyby of Gliese 710 to the Solar System Using Gaia”. 《Research Notes of the AAS》 2 (2): 30. arXiv:1805.02644. Bibcode:2018RNAAS...2b..30D. doi:10.3847/2515-5172/aac2d0.